# Виз, Сидни
Сидни Виз (англ. Sydney Wiese; род. 16 июня 1995 года, Финикс, Аризона, США) — американская профессиональная баскетболистка, выступавшая в женской национальной баскетбольной ассоциации. Была выбрана на драфте ВНБА 2017 года в первом раунде под общим одиннадцатым номером командой «Лос-Анджелес Спаркс». Играла в амплуа разыгрывающего защитника.

## Ранние годы
Сидни Виз родилась 16 июня 1995 года в городе Финикс (штат Аризона) в семье Троя и Пэтти Виз, у неё есть старший брат, Кристиан, а училась там же в средней школе Пиннакл, в которой выступала за местную баскетбольную команду.